# 三氧化二鉕
三氧化二鉕（化學式：Pm2O3），又稱氧化鉕(III)，是鉕最常見的氧化物，有放射性。

## 製取
三氧化二钷可由加热分解草酸钷、碳酸钷和氢氧化钷製得。加热分解硫酸钷和硝酸钷也可得到三氧化二钷，但所需的温度较高。
和多数稀土元素相似，鉕一旦暴露在空氣中便會氧化生成相应的+3价氧化物：
4 Pm + 3 O2 → 2 Pm2O3